# ماهان رحمانی
ماهان رحمانی نوبرانی (متولد ۲۶ خرداد ۱۳۷۵ تهران ) معروف به ماهان رحمانی بازیکن فوتبال اهل ایران است. وی در پست هافبک دفاعی برای باشگاه فوتبال آلومینیوم در لیگ برترخلیج فارس بازی می‌کند.

## سوابق باشگاهی
وی همچنین برای برای تیم ملی فوتبال جوانان و نوجوانان ایران نیز بازی کرده‌است.
او اولین بار توسط انگین فیرات (سرمربی وقت سایپا) در لیگ برتر و مقابل ملوان به میدان فرستاده‌شد.